# Winklarn (Bavière)
Pour la commune d'Autriche, voir Winklarn (Basse-Autriche).
Winklarn est une commune de Bavière (Allemagne), située dans l'arrondissement de Schwandorf, dans le district du Haut-Palatinat. Elle est connue pour la peinture sur verre. En 2006, elle comptait 1454 habitants.
Au nord de Winklan, se trouve la forêt du Frauenstein.

## Histoire

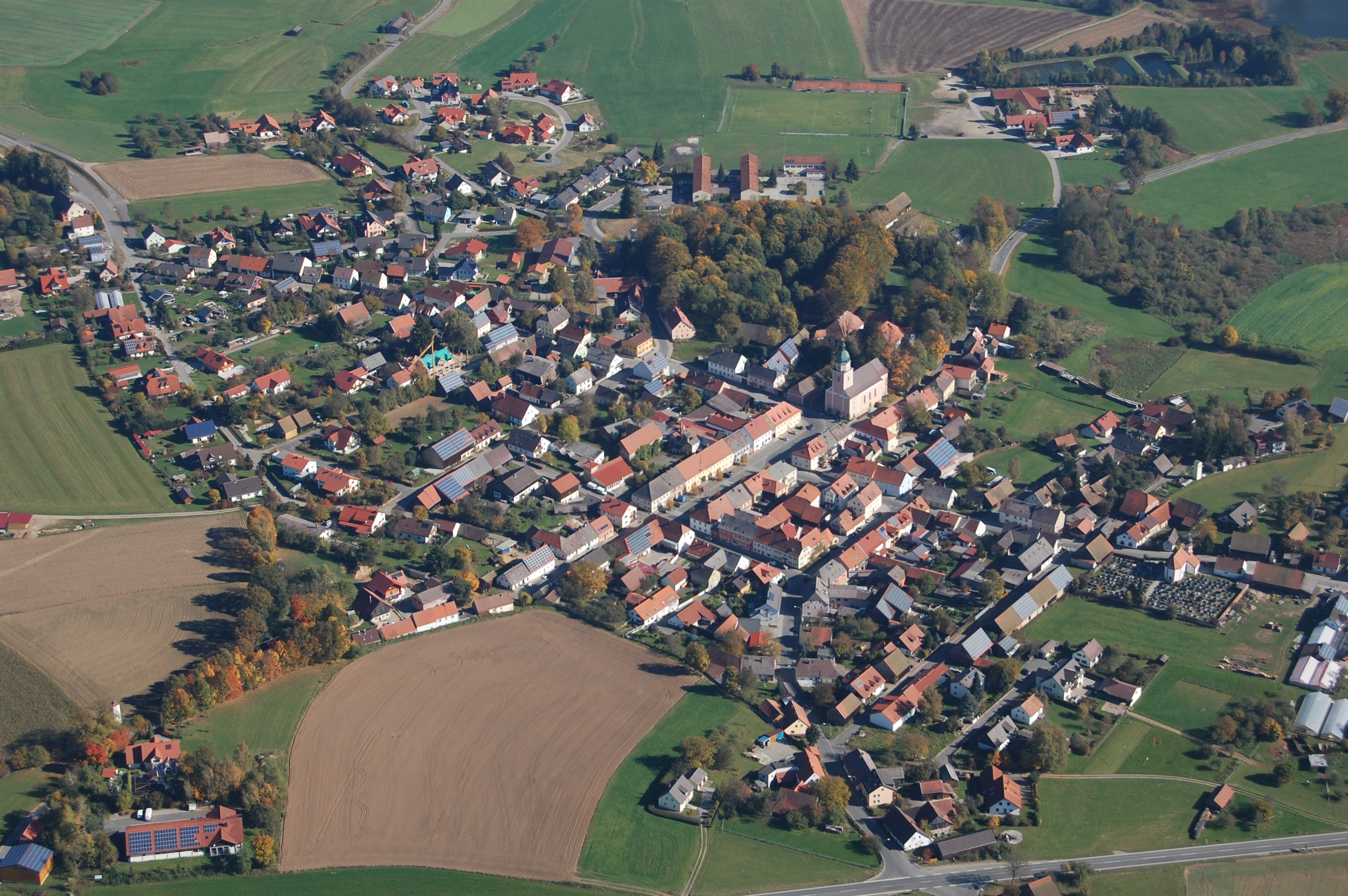
Vue aérienne (2010).

Winklarn est mentionnée pour la première fois en 1270. En 1635 la peste y fait 229 morts. Encore aujourd'hui, la fête de St. Sebastian rappelle cet évènement. En 1822, elle est ravagée par un grand incendie. En 1972, les anciennes communes de Muschenried, Haag, Pondorf et Schneeberg sont intégrées.
De 1954 à 1990, Hans Thammer est bourgmestre ; depuis 1990, c'est Hans Sailer.